# Zdeněk Janík
Zdeněk Janík (7. října 1923, Brno – 3. dubna 2022, Praha) byl český básník. Původním povoláním byl pedagog a redaktor; za normalizace pracoval jako korektor. Byl členem Obce spisovatelů, PEN klubu a Syndikátu novinářů. Zdeněk Janík publikoval taktéž pod pseudonymem Tomáš Šobr.
Jeho krédem byl verš z básně Klavír: „Pochopit znamená uvěřit včas.“

## Ukázky
Bourání lusthausu srdce
Až vytrháme podlahu i krov a po oknech zůstanou jen zející rány
a v tlustých kobercích
vyneseme pečlivě svinuté šlápoty našeho snění
začneme vybírat z popela drahokamy
Knihy
Jsme ze všech věcí člověku nejpodobnější.
Zavírají nás pod zámek, pálí nás na hranici a mají nás za nesmrtelné.
Pozdní vyznání
znovu neznat v něčem míru
ve světě kde je všechno předem splatno
a místo srdce vládnou počítače
Proč
Královská otázka
dětí a soudců
a všech opuštěných a podvedených
pronášená v kteroukoliv hodinu
kdy se přibližuje svět
o něco blíže
k tajemství pravdy